# 劉志遠 (足球運動員)
劉志遠（Lau Chi Yuen，？—），香港職業足球員，司職右翼，曾效力於香港甲組足球聯賽球隊星島。由於涉及操控球賽被判入獄，被罰全球終身停賽。

## 球員生涯
劉志遠出身於星島青年軍，1990-91年度球季，獲提升上甲組。
到了1992-93年度球季，劉志遠開始成為星島正選右翼，全季上陣17場並射入4球。劉志遠以速度快著稱，與左翼陳子江合演雙翼齊飛，成為球隊攻擊泉源。

## 假波案
1998年6月，廉政公署與警方進行聯合反賭波行動期間，拘捕當時香港足球代表隊球員陳子江，他承認在1998世界盃亞洲區外圍賽作客曼谷對泰國比賽中，以不誠實手法導致港隊輸波。廉署並且發現，陳子江涉嫌串通其餘港腳包括前鋒韋君龍、門將陸嘉榮、後衛陳志強、翼鋒劉志遠等人，在多場香港甲組足球聯賽涉及操控球賽被判入獄，全球終身停賽。